# 阿努希-拉瓦尼·哈姆拉巴德
阿努希-拉瓦尼·哈姆拉巴德（波斯語：‎，1984年5月21日—）是一名伊朗举重运动员，身高1.9米。2010年，在广州亚运会中以427千克夺得男子105公斤以上级举重季军。